# أبو القاسم المعدل
أبو القاسم إسماعيل بن سعيد بن محمد بن سويد، المعدل، (? ? - 10 محرم 392هـ/1001م) محدث بغدادي.

## روايته
روى الحديث عن: أبي بكر عبد الله بن محمد بن زياد النيسابوري، وأبي بكر محمد بن الحسن بن دريد، وأبي بكر بن الأنباري، والحسين بن القاسم الكوكبي، ومحمد بن مخلد الدوري، وغيرهم.
وروى عنه الأزهري، والتنوخي، وأحمد بن علي التوزي، وحمزة ابن محمد بن طاهر الدقاق، وأبو يعلى بن الفراء، وغيرهم.
وكان بعض سماعه صحيحاً في كُتُب أخيه وبعضه فاسداً، وحدَث من كتب لأخيه لم يكن فيها سماع قديم. قال محمد بن أبي الفوارس: كان لديه تساهل في الحديث والدين، وقال حمزة بن محمد بن طاهر: ثقة غير أنه كان فيه حُـمق، وكان شيخاً عسراً في الحديث.

## وفاته
توفي في بغداد يوم السبت العاشر من محرم (عاشوراء) من عام 392هـ/1001م، ودفن في مقبرة الخيزران في بغداد.